# Kaltenhouse
Kaltenhouse (Kaltenhausen in tedesco, Kàltehüse in alsaziano) è un comune francese di 2 463 abitanti situato nel dipartimento del Basso Reno nella regione del Grand Est. Si trova a breve distanza da Haguenau,capoluogo dell'omonimo cantone,al quale appartenne fino alla riforma del 2014.

## Società

### Evoluzione demografica
Abitanti censiti